# 青木晴夫
青木 晴夫（あおき はるお、1930年4月1日 - 2022年2月24日）は、日本出身の言語学者、カリフォルニア大学バークレー校名誉教授。

## 略歴
朝鮮全羅北道群山府生まれ。1958年渡米、カリフォルニア大学バークレー校言語学科卒業。同大学で博士号取得。相模工業大学教授を経て、カリフォルニア大学バークレー校教授、名誉教授。1989年『ネズ・パース民話集』の転写と翻訳で新村出賞受賞。
2022年2月24日、誤嚥性肺炎のため逝去。

## 著書
- Nez Perce Grammar /  University of California Press 1970 - ネズパース語の文法書。
- 『滅びゆくことばを追って インディアン文化への挽歌』三省堂ブックス 1972 のち岩波書店・同時代ライブラリー
- 『アメリカ・インディアン その生活と文化』1979 講談社現代新書
- Nez Perce Texts / University of California Press 1979
- 『ヨーロッパ・アメリカ汽車の旅』講談社 1981
- 『マヤ文明の謎』1984 (講談社現代新書)
- Nez Perce Dictionary ／ University of California Press 1994

### 共著
- 『日本語の基本構造』広瀬正宜、佐久間克彦、ジーン・ケラー共著 大修館書店 1984
- Rules for Conversational Rituals in Japanese / Shigeko Okamoto共著 大修館書店 1988
- Nez Perce Oral Narratives / Deward E. Walker, Jr共著 University of California Press 1989

### 翻訳
- W.L.チェイフ『意味と言語構造』大修館書店 1974